# Christa Kinshofer
Christa »Kinsi« Kinshofer-Güthlein, nemška alpska smučarka, * 24. januar 1961, München.
Dvakrat je nastopila na olimpijskih igrah in leta 1980 osvojila srebrno medaljo v slalomu, tekma je štela tudi za svetovno prvenstvo, leta 1988 pa srebrno medaljo v veleslalomu in bronasto v slalomu. V svetovnem pokalu je tekmovala dvanajst sezon med letoma 1977 in 1988 ter dosegla sedem zmag in še deset uvrstitev na stopničke. Najboljšo uvrstitev v skupnem seštevku svetovnega pokala je dosegla z osmim mestom leta 1979, ko je tudi osvojila veleslalomski mali kristalni globus, leta 1981 je bila tretja v kombinacijskem seštevku.